# ATC (G03)
Jest to część klasyfikacji anatomiczno-terapeutyczno-chemicznej:
- G – Układ moczowo-płciowy i hormony płciowe
  - G 01 – Ginekologiczne leki przeciwzakaźne i antyseptyczne
  - G 02 – Inne leki ginekologiczne
  - G 03 – Hormony płciowe i modulatory układu płciowego
  - G 04 – Leki urologiczne

Obejmuje ona hormony płciowe i modulatory układu płciowego:

## G 03 A – Hormonalne środki antykoncepcyjne do stosowania wewnętrznego
- G 03 AA – Progestageny i estrogeny, dawki stałe
  - G 03 AA 01 – etynodiol w połączeniach z estrogenem
  - G 03 AA 02 – chingestanol w połączeniach z estrogenem
  - G 03 AA 03 – linestrenol w połączeniach z estrogenem
  - G 03 AA 04 – megestrol w połączeniach z estrogenem
  - G 03 AA 05 – noretysteron w połączeniach z estrogenem
  - G 03 AA 06 – norgestrel w połączeniach z estrogenem
  - G 03 AA 07 – lewonorgestrel w połączeniach z estrogenem
  - G 03 AA 08 – medroksyprogesteron w połączeniach z estrogenem
  - G 03 AA 09 – dezogestrel w połączeniach z estrogenem
  - G 03 AA 10 – gestoden w połączeniach z estrogenem
  - G 03 AA 11 – norgestimat w połączeniach z estrogenem
  - G 03 AA 12 – drospirenon w połączeniach z estrogenem
  - G 03 AA 13 – norelgestromin w połączeniach z estrogenem
  - G 03 AA 14 – nomegestrol w połączeniach z estrogenem
  - G 03 AA 15 – chlormadinon w połączeniach z estrogenem
  - G 03 AA 16 – dienogest w połączeniach z estrogenem
  - G 03 AA 17 – medroksyprogesteron w połączeniach z estradiolem
  - G 03 AA 18 – drospirenon w połączeniach z estetrolem
- G 03 AB – Progestageny i estrogeny, preparaty sekwencyjne
  - G 03 AB 01 – megestrol w połączeniach z estrogenem
  - G 03 AB 02 – linestrenol w połączeniach z estrogenem
  - G 03 AB 03 – lewonorgestrel w połączeniach z estrogenem
  - G 03 AB 04 – noretysteron w połączeniach z estrogenem
  - G 03 AB 05 – dezogestrel w połączeniach z estrogenem
  - G 03 AB 06 – gestoden w połączeniach z estrogenem
  - G 03 AB 07 – chlormadinon w połączeniach z estrogenem
  - G 03 AB 08 – dienogest w połączeniach z estrogenem
  - G 03 AB 09 – norgestimat w połączeniach z etynyloestradiolem
- G 03 AC – Progestageny
  - G 03 AC 01 – noretysteron
  - G 03 AC 02 – linestrenol
  - G 03 AC 03 – lewonorgestrel
  - G 03 AC 04 – chingestanol
  - G 03 AC 05 – megestrol
  - G 03 AC 06 – medroksyprogesteron
  - G 03 AC 07 – norgestrienon
  - G 03 AC 08 – etonogestrel
  - G 03 AC 09 – dezogestrel
  - G 03 AC 10 – drospirenon
- G 03 AD - Środki antykoncepcyjne stosowane w nagłych przypadkach
  - G 03 AD 01 – lewonorgestrel
  - G 03 AD 02 – ulipristal

## G 03 B – Androgeny
- G 03 BA – Pochodne 3-oksoandrostenu
  - G 03 BA 01 – fluoksymesteron
  - G 03 BA 02 – metylotestosteron
  - G 03 BA 03 – testosteron
- G 03 BB – Pochodne 5-androstanonu
  - G 03 BB 01 – mesterolon
  - G 03 BB 02 – androstanolon

## G 03 C – Estrogeny
- G 03 CA – Estrogeny naturalne i półsyntetyczne
  - G 03 CA 01 – etynyloestradiol
  - G 03 CA 03 – estradiol
  - G 03 CA 04 – estriol
  - G 03 CA 06 – chlorotrianizen
  - G 03 CA 07 – estron
  - G 03 CA 09 – promestrien
  - G 03 CA 53 – estradiol w połączeniach
  - G 03 CA 57 – estrogeny skoniugowane
- G 03 CB – Estrogeny syntetyczne
  - G 03 CB 01 – dienestrol
  - G 03 CB 02 – dietylostylbestrol
  - G 03 CB 03 – metalenestryl
  - G 03 CB 04 – moksestrol
- G 03 CC – Estrogeny w połączeniach z innymi lekami
  - G 03 CC 02 – dienestrol
  - G 03 CC 03 – metalenestryl
  - G 03 CC 04 – estron
  - G 03 CC 05 – dietylostylbestrol
  - G 03 CC 06 – estriol
  - G 03 CC 07 – estrogeny skoniugowane w połączeniu z bazedoksyfenem
- G 03 CX – Inne estrogeny
  - G 03 CX 01 – tybolon

## G 03 D – Progestageny
- G 03 DA – Pochodne pregnenu
  - G 03 DA 01 – gestonoron
  - G 03 DA 02 – medroksyprogesteron
  - G 03 DA 03 – hydroksyprogesteron
  - G 03 DA 04 – progesteron
- G 03 DB – Pochodne pregnadienu
  - G 03 DB 01 – dydrogesteron
  - G 03 DB 02 – megestrol
  - G 03 DB 03 – medrogeston
  - G 03 DB 04 – nomegestrol
  - G 03 DB 05 – demegeston
  - G 03 DB 06 – chlormadinon
  - G 03 DB 07 – promegeston
  - G 03 DB 08 – dienogest
- G 03 DC – Pochodne estrenu
  - G 03 DC 01 – allilestrenol
  - G 03 DC 02 – noretysteron
  - G 03 DC 03 – linestrenol
  - G 03 DC 04 – etysteron
  - G 03 DC 06 – etynodiol
  - G 03 DC 31 – metylestrenolon

## G 03 E – Połączenia androgenów z żeńskimi hormonami płciowymi
- G 03 EA – Połączenia androgenów i estrogenów
  - G 03 EA 01 – metylotestosteron w połączeniach z estrogenem
  - G 03 EA 02 – testosteron w połączeniach z estrogenem
  - G 03 EA 03 – prasteron w połączeniach z estrogenem
- G 03 EB – Androgen, progestogen i estrogen w połączeniach
- G 03 EK – Połączenia androgenów i żeńskich hormonów płciowych z innymi lekami
  - G 03 EK 01 – metylotestosteron

## G 03 F – Połączenia progestagenów z estrogenami
- G 03 FA – Połączenia progestagenów z estrogenami, dawki stałe
  - G 03 FA 01 – noretysteron w połączeniach z estrogenem
  - G 03 FA 02 – hydroksyprogesteron w połączeniach z estrogenem
  - G 03 FA 03 – etysteron w połączeniach z estrogenem
  - G 03 FA 04 – progesteron w połączeniach z estrogenem
  - G 03 FA 05 – metylonortestosteron w połączeniach z estrogenem
  - G 03 FA 06 – etynodiol w połączeniach z estrogenem
  - G 03 FA 07 – linestrenol w połączeniach z estrogenem
  - G 03 FA 08 – megestrol w połączeniach z estrogenem
  - G 03 FA 09 – noretynodrel w połączeniach z estrogenem
  - G 03 FA 10 – norgestrel w połączeniach z estrogenem
  - G 03 FA 11 – lewonorgestrel w połączeniach z estrogenem
  - G 03 FA 12 – medroksyprogesteron w połączeniach z estrogenem
  - G 03 FA 13 – norgestymat w połączeniach z estrogenem
  - G 03 FA 14 – dydrogesteron w połączeniach z estrogenem
  - G 03 FA 15 – dienogest w połączeniach z estrogenem
  - G 03 FA 16 – trimegeston w połączeniach z estrogenem
  - G 03 FA 17 – drospirenon w połączeniach z estrogenem
- G 03 FB – Progestageny i estrogeny, preparaty sekwencyjne
  - G 03 FB 01 – norgestrel w połączeniach z estrogenem
  - G 03 FB 02 – linestrenol w połączeniach z estrogenem
  - G 03 FB 03 – chlormadinon w połączeniach z estrogenem
  - G 03 FB 04 – megestrol w połączeniach z estrogenem
  - G 03 FB 05 – noretisteron w połączeniach z estrogenem
  - G 03 FB 06 – medroksyprogesteron w połączeniach z estrogenem
  - G 03 FB 07 – medrogeston w połączeniach z estrogenem
  - G 03 FB 08 – dydrogesteron w połączeniach z estrogenem
  - G 03 FB 09 – lewonorgestrel w połączeniach z estrogenem
  - G 03 FB 10 – dezogestrel w połączeniach z estrogenem
  - G 03 FB 11 – trimegeston w połączeniach z estrogenem
  - G 03 FB 12 – nomegestrol w połączeniach z estrogenem

## G 03 G – Gonadotropiny i inne leki pobudzające owulację
- G 03 GA – Gonadotropiny
  - G 03 GA 01 – gonadotropina kosmówkowa
  - G 03 GA 02 – ludzka gonadotropina menopauzalna
  - G 03 GA 03 – gonadotropina osoczowa
  - G 03 GA 04 – urofolitropina
  - G 03 GA 05 – folitropina alfa
  - G 03 GA 06 – folitropina beta
  - G 03 GA 07 – lutropina
  - G 03 GA 08 – choriogonadotropina alfa
  - G 03 GA 09 – korifolitropina alfa
  - G 03 GA 10 – folitropina delta
  - G 03 GA 30 – połączenia
- G 03 GB – Syntetyczne leki pobudzające owulację
  - G 03 GB 01 – cyklofenil
  - G 03 GB 02 – klomifen
  - G 03 GB 03 – epimestrol

## G 03 H – Antyandrogeny
- G 03 HA – Antyandrogeny
  - G 03 HA 01 – cyproteron
- G 03 HB – Połączenia antyandrogenów z estrogenami
  - G 03 HB 01 – cyproteron w połączeniach z estrogenem

## G 03 X – Inne hormony płciowe i modulatory ich wydzielania
- G 03 XA – Antygonadotropiny i związki podobne
  - G 03 XA 01 – danazol
  - G 03 XA 02 – gestrinon
- G 03 XB – Antyprogestageny
  - G 03 XB 01 – mifepriston
  - G 03 XB 02 – ulipristal
  - G 03 XB 51 – mifepriston w połączeniach
- G 03 XC – Selektywne modulatory receptora estrogenowego
  - G 03 XC 01 – raloksyfen
  - G 03 XC 02 – bazedoksyfen
  - G 03 XC 03 – lasofoksyfen
  - G 03 XC 04 – ormeloksyfen
  - G 03 XC 05 – ospemifen
- G 03 XX – Inne hormony płciowe i modulatory ich wydzielania
  - G 03 XX 01 – prasteron